# متعلجمة كبيرة العيون
متعلجمة كبيرة العيون (الاسم العلمي: Batrachoides gilberti) (بالإنجليزية: Large-eye toadfish)‏ هي نوع من الأسماك تتبع جنس المتعلجمة من فصيلة المتعلجمات.